# Leslie Irvin
Leslie Leroy Irvin, né le 10 septembre 1895 et mort le 9 octobre 1966, est un parachutiste américain, En 1919, il est le premier à avoir effectué un saut en chute libre avant de fonder Irvin Aerospace.

## Biographie
Né à Los Angeles, Irvin fut l'un des premiers cascadeurs spécialisés dans les acrobaties aériennes de la naissante industrie du cinéma californienne. Après avoir rejoint les recherches sur les parachutes de l'United States Army Air Service à McCook Field le 19 avril 1919, il créa le premier parachute de chute libre à descente préméditée et deux mois plus tard, il forma la Irving Air Chute Company à Buffalo (New York) qui s'est rapidement développée.